# Robert Charles Wroughton
Robert Charles Wroughton (ur. 15 sierpnia 1849, zm. 15 maja 1921) – indyjski entomolog i teriolog oraz oficer Indian Forrest Service w latach 1871–1904.
R.C. Wroughton był członkiem Bombajskiego Towarzystwa Historii Naturalnej (BNHS: Bombay Natural History Society), którego zainteresowania skupiały się na błonkówkach, zwłaszcza mrówkami. Później, za sprawą R. I. Pocock'a zaczął się interesować skorpionami.
Pierwsza jego poważna praca dotyczyła jednakże ssaków Indii. Po swoim przejściu na emeryturę w 1904 roku został regularnym pracownikiem Muzeum Historii Naturalnej w Londynie, gdzie zajmował się początkowo ssakami afrykańskimi, z powodu niewielkiej ilości okazów indyjskich. Udało mu się jednak nakłonić swoich przyjaciół w Indiach do zbierania okazów, co doprowadziło do wspólnych badań nad ssakami tego kraju w 1911 roku. Zainteresowanie małymi ssakami wzrosło jeszcze po adresowanej szczególnie do członków BNHS pracy kapitana Glena Listona. W badaniach i gromadzeniu okazów uczestniczyli: C. A. Crump (Khandesh, Dardżyling), sir Ernest Hotson (Beludżystan), R. Shunkara Narayan Pillay (Travancore), J.M.D. Mackenzie (Birma), Captain Philip Gosse (Pune, Nilgiris), S. H. Prater (Satara), Charles McCann i wielu innych. Uważa się, że były to pierwsza zorganizowana współpraca na polu badań bioróżnorodności na świecie. Podczas trwania projektu zgromadzono 50 000 okazów (szczególnie małych ssaków) w ciągu 12 lat, a informacje były publikowane w 47 artykułach. Pracę po śmierci Wroughtona w 1921 kontynuował jego szwagier T. B. Fry. Dzięki projektowi odkryto wiele nowych gatunków.
Wroughton opisał po raz pierwszy zgodnie z zasadami nazewnictwa binominalnego kilka taksonów ssaków:
- pasecznik pięciopręgi (Funambulus pennantii)
- Viverra zibetha pruinosa – podgatunek wiwery indyjskiej (V. zibetha)
- Urva edwardsii moerens – podgatunek mangusty indyjskiej (U. edwardsii)
- lutung samotny (Trachypithecus shortridgei)
- wielkoszczur leśny (Cricetomys emini)
- nadrzewnik sawannowy (Dendromus nyikae)

Kilka gatunków nazwano na cześć Wroughtona, w tym gatunek nietoperza: molos indyjski (Otomops wroughtoni).

## Publikacje
- R.Ch. Wroughton. New African mammals of the genera Cricetomys and Procavia. „The Annals and Magazine of Natural History”. Eight series. 5 (25), s. 106–110, 1910. (ang.).
- R.Ch. Wroughton. Two new duikers related to Cephalophus abyssinicus and a new Dendromus from Mt. Elgon. „The Annals and Magazine of Natural History”. Eight series. 5 (27), s. 273–275, 1910. (ang.).
- R.Ch. Wroughton. African gerbils of the genera Tatera and Taterillus. „The Annals and Magazine of Natural History”. Eight series. 6 (33), s. 291–294, 1910. (ang.).
- R.Ch. Wroughton. Bombay Natural History Society’s Mammal Survey of India: Report 1. „The journal of the Bombay Natural History Society”. 21 (2), s. 392–410, 1912. (ang.).
- R.Ch. Wroughton. Bombay Natural History Society’s Mammal Survey of India: Report 2. „The journal of the Bombay Natural History Society”. 21 (3), s. 820–825, 1912. (ang.).
- R.Ch. Wroughton. Bombay Natural History Society’s Mammal Survey of India: Report 3. „The journal of the Bombay Natural History Society”. 21 (3), 1912 826–844. (ang.).brak numeru strony
- R.Ch. Wroughton. Bombay Natural History Society’s Mammal Survey of India: Report 4. „The journal of the Bombay Natural History Society”. 21 (3), s. 844–851, 1912. (ang.).
- R.Ch. Wroughton. Bombay Natural History Society’s Mammal Survey of India: Report 5. „The journal of the Bombay Natural History Society”. 21 (4), s. 1170–1195, 1912. (ang.).
- R.Ch. Wroughton. Scientific results from the mammal survey * III. „The journal of the Bombay Natural History Society”. 22 (1), s. 13–21, 1913. (ang.).
- R.Ch. Wroughton & K.V. Ryley. Bombay Natural History Society’s Mammal Survey of India: Report 6. „The journal of the Bombay Natural History Society”. 22 (1), s. 29–44, 1913. (ang.).
- R.Ch. Wroughton & K.V. Ryley. Bombay Natural History Society’s Mammal Survey of India: Report 7. „The journal of the Bombay Natural History Society”. 22 (1), s. 45–47, 1913. (ang.).
- R.Ch. Wroughton & K.V. Ryley. Bombay Natural History Society’s Mammal Survey of India: Report 8. „The journal of the Bombay Natural History Society”. 22 (1), s. 58–66, 1913. (ang.).
- R.Ch. Wroughton. Bombay Natural History Society’s Mammal Survey of India: Report 15. „The journal of the Bombay Natural History Society”. 23 (2), s. 282–301, 1914. (ang.).
- R.Ch. Wroughton. Bombay Natural History Society’s Mammal Survey of India: Report 17. „The journal of the Bombay Natural History Society”. 23 (4), s. 695720, 1914. (ang.).
- R.Ch. Wroughton. Bombay Natural History Society’s Mammal Survey of India: Report 18. „The journal of the Bombay Natural History Society”. 24 (1), s. 79–96, 1915. (ang.).
- R.Ch. Wroughton. Bombay Natural History Society’s Mammal Survey of India: Report 19. „The journal of the Bombay Natural History Society”. 24 (1), s. 96–110, 1915. (ang.).
- R.Ch. Wroughton. Bombay Natural History Society’s Mammal Survey of India: Report 20. „The journal of the Bombay Natural History Society”. 24 (2), s. 291–309, 1916. (ang.).
- R.Ch. Wroughton. Bombay Natural History Society’s Mammal Survey of India:Report 21. „The journal of the Bombay Natural History Society”. 24 (2), s. 309–310, 1916. (ang.).
- R.Ch. Wroughton. Bombay Natural History Society’s Mammal Survey of India:Report 22. „The journal of the Bombay Natural History Society”. 24 (2), s. 311–316, 1916. (ang.).
- R.Ch. Wroughton. Bombay Natural History Society’s Mammal Survey of India:Report 23. „The journal of the Bombay Natural History Society”. 24 (3), s. 468–493, 1916. (ang.).
- R.Ch. Wroughton. Bombay Natural History Society’s Mammal Survey of India: Report 24. „The journal of the Bombay Natural History Society”. 24 (4), s. 749–758, 1916. (ang.).
- R.Ch. Wroughton. Bombay Natural History Society’s Mammal Survey of India:Report 25. „The journal of the Bombay Natural History Society”. 24 (4), s. 758–773, 1916. (ang.).
- R.Ch. Wroughton. Bombay Natural History Society’s Mammal Survey of India: Report 26. „The journal of the Bombay Natural History Society”. 24 (4), s. 773782, 1916. (ang.).
- R.Ch. Wroughton. Scientific results from the mammal survey * XV. „The journal of the Bombay Natural History Society”. 25 (1), s. 40–51, 1917. (ang.).
- R.Ch. Wroughton. Bombay Natural History Society’s Mammal Survey of India: Report 27. „The journal of the Bombay Natural History Society”. 25 (1), s. 63–71, 1917. (ang.).
- R.Ch. Wroughton. Bombay Natural History Society’s Mammal Survey of India: Report 28. „The journal of the Bombay Natural History Society”. 25 (2), s. 274–278, 1917. (ang.).
- R.Ch. Wroughton. Scientific results from the mammal survey * XVII. „The journal of the Bombay Natural History Society”. 25 (3), s. 361, 1917. (ang.).
- R.Ch. Wroughton. Summary of the results from the Indian mammal survey of Bombay natural History Society, Part I. „The journal of the Bombay Natural History Society”. 25 (4), s. 547–598, 1917. (ang.).
- R.Ch. Wroughton. Summary of the results from the Indian mammal survey of Bombay natural History Society, Part II. „The journal of the Bombay Natural History Society”. 26 (1), s. 19–58, 1918. (ang.).
- R.Ch. Wroughton. Summary of the results from the Indian mammal survey of Bombay natural History Society, Part III. „The journal of the Bombay Natural History Society”. 26 (2), s. 338–378, 1918. (ang.).
- R.Ch. Wroughton. Summary of the results from the Indian mammal survey of Bombay natural History Society, Part VI. „The journal of the Bombay Natural History Society”. 27 (2), s. 57–85, 1920. (ang.).
- R.Ch. Wroughton. Summary of the results from the Indian mammal survey of Bombay natural History Society, Part VII. „The journal of the Bombay Natural History Society”. 27 (2), s. 301–313, 19. (ang.).
- R.Ch. Wroughton. Bombay Natural History Society’s Mammal Survey of India: Report 32. „The journal of the Bombay Natural History Society”. 27 (2), s. 314–322, 1920. (ang.).
- R.Ch. Wroughton. Summary of the results from the Indian mammal survey of Bombay natural History Society, Appendix. „The journal of the Bombay Natural History Society”. 27 (3), s. 520–534, 1921. (ang.).
- R.Ch. Wroughton. Bombay Natural History Society’s Mammal Survey of India: Report 33. „The journal of the Bombay Natural History Society”. 27 (3), s. 545–549, 1921. (ang.).
- R.Ch. Wroughton. Bombay Natural History Society’s Mammal Survey of India: Report 34. „The journal of the Bombay Natural History Society”. 27 (3), s. 549–553, 1921. (ang.).
- R.Ch. Wroughton. Bombay Natural History Society’s Mammal Survey of India: Report 35. „The journal of the Bombay Natural History Society”. 27 (3), s. 553–554, 1921. (ang.).
- R.Ch. Wroughton. Scientific results from the mammal survey * XXVI. „The journal of the Bombay Natural History Society”. 27 (3), s. 599–601, 1921. (ang.).
- R.Ch. Wroughton. Scientific results from the mammal survey * XXVIII. On the erythrceus Group of Squirrels. „The journal of the Bombay Natural History Society”. 27 (4), s. 773–777, 1921. (ang.).
- R.Ch. Wroughton. Scientific results from the mammal survey * XXIX. A renaming of "Mungos mungo ellioti," Wroughton. „The journal of the Bombay Natural History Society”. 28 (1), s. 23–25, 1921. (ang.).